# 兵庫県道117号豊富北条線
兵庫県道117号豊富北条線（ひょうごけんどう117ごう とよとみほうじょうせん）は、兵庫県姫路市から加西市に至る一般県道である。

## 概要
姫路市豊富町豊富から加西市北条町北条にを至る。

### 路線データ
- 起点：姫路市豊富町豊富（兵庫県道218号西田原姫路線交点）
- 終点：加西市北条町北条（笠屋交差点、兵庫県道23号三木宍粟線交点）
- 総延長：6.466 km

## 路線状況

### 重複区間
- 兵庫県道81号小野香寺線（姫路市山田町西山田・西山田西交差点 - 姫路市山田町南山田）

### 道路施設

#### 橋梁
- 馬橋（南村川、加西市）
- 境橋（加西市）
- 三重橋（下里川、加西市）

## 地理

### 通過する自治体
- 姫路市
- 加西市

### 交差する道路
| 交差する道路                        | 市町村名 | 交差する場所 | 交差する場所      |
| ----------------------------------- | -------- | ------------ | ----------------- |
| 兵庫県道218号西田原姫路線           | 姫路市   | 豊富町豊富   | 起点              |
| 兵庫県道81号小野香寺線 重複区間起点 | 姫路市   | 山田町西山田 | 西山田西交差点    |
| 兵庫県道81号小野香寺線 重複区間起点 | 姫路市   | 山田町南山田 |                   |
| 兵庫県道372号山下飾東線             | 加西市   | 山下町       |                   |
| 兵庫県道410号中寺北条線             | 加西市   | 北条町黒駒   |                   |
| 兵庫県道23号三木宍粟線              | 加西市   | 北条町北条   | 笠屋交差点 / 終点 |

### 沿線
- 姫路市立山田小学校
- イオンモール加西北条
- 北条郵便局